# 폰초

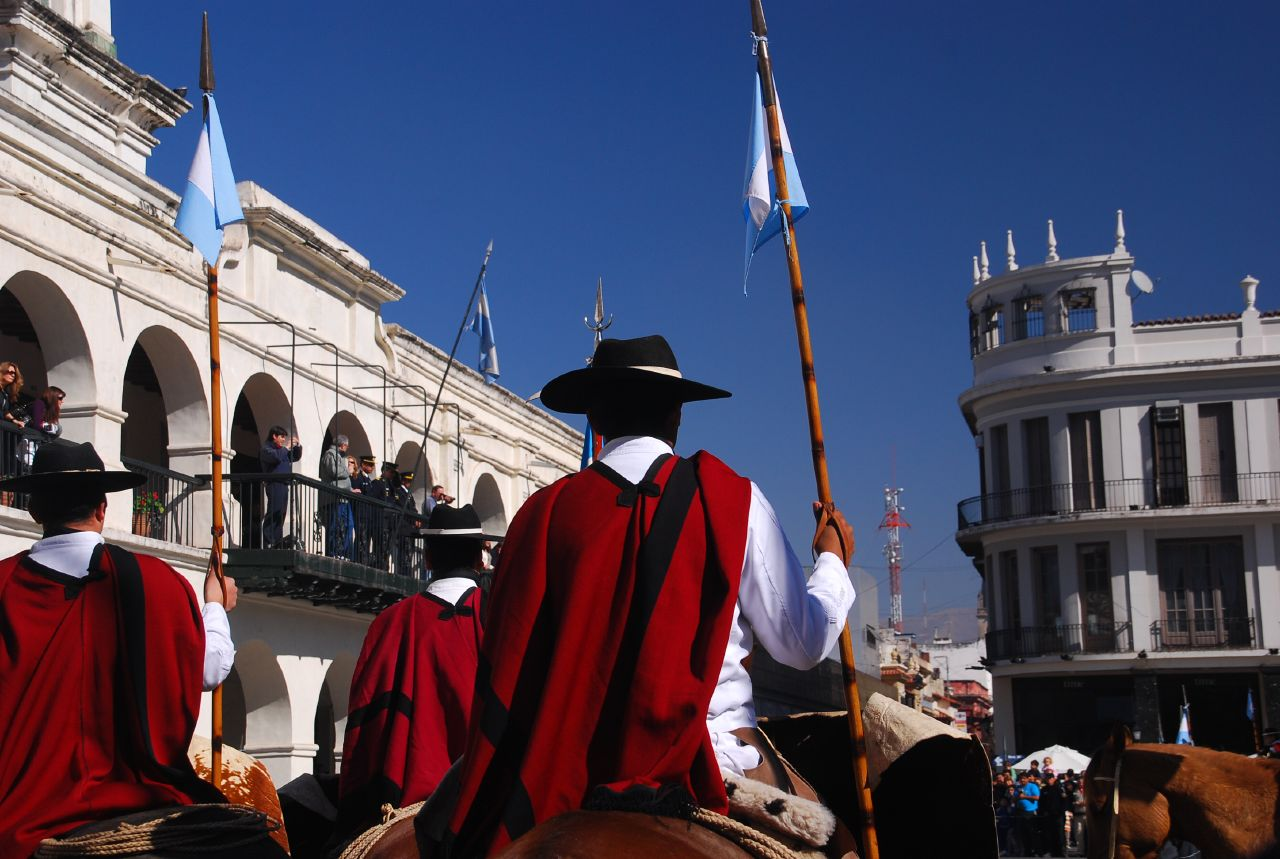
폰초

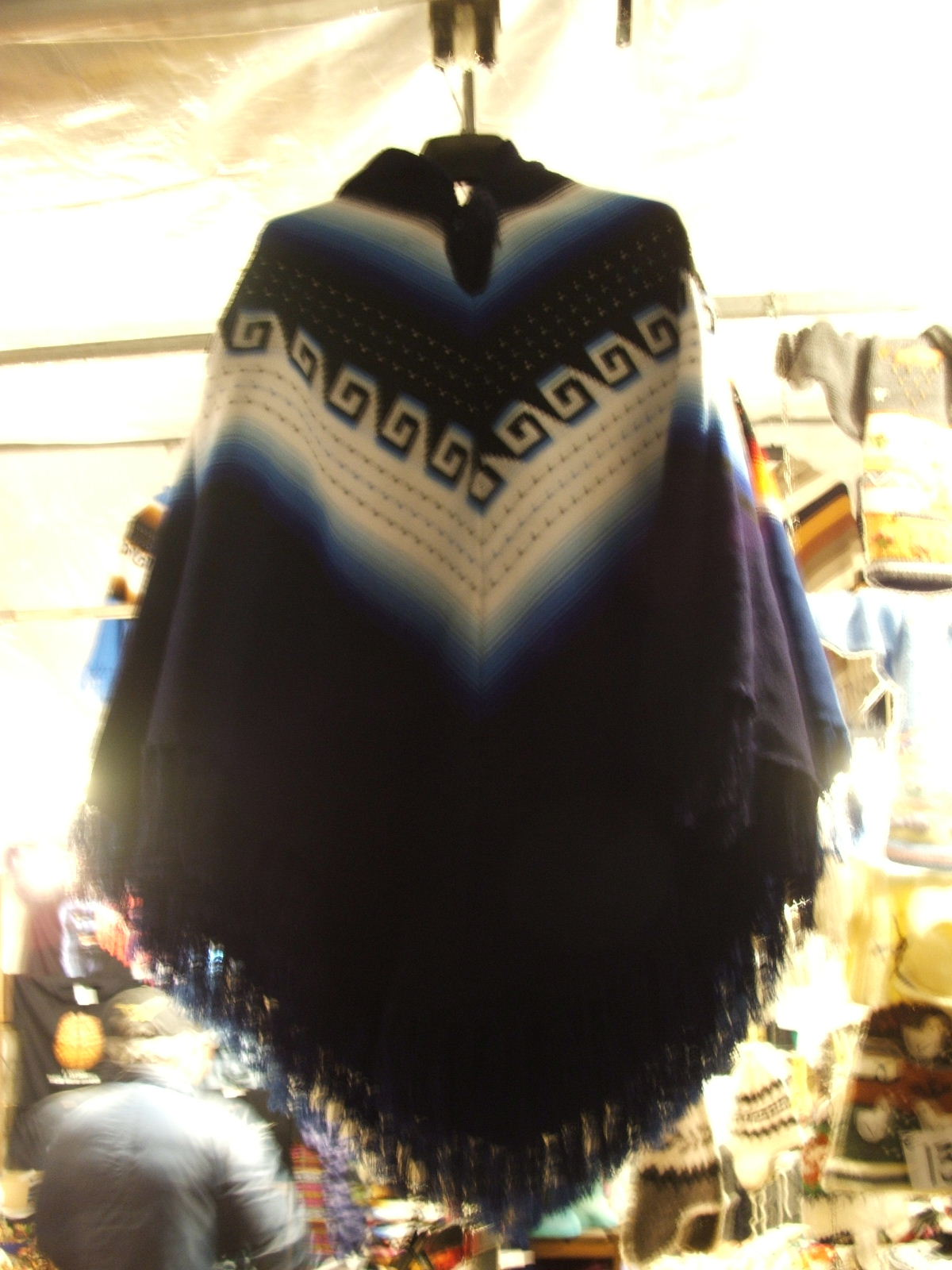
전형적인 폰초

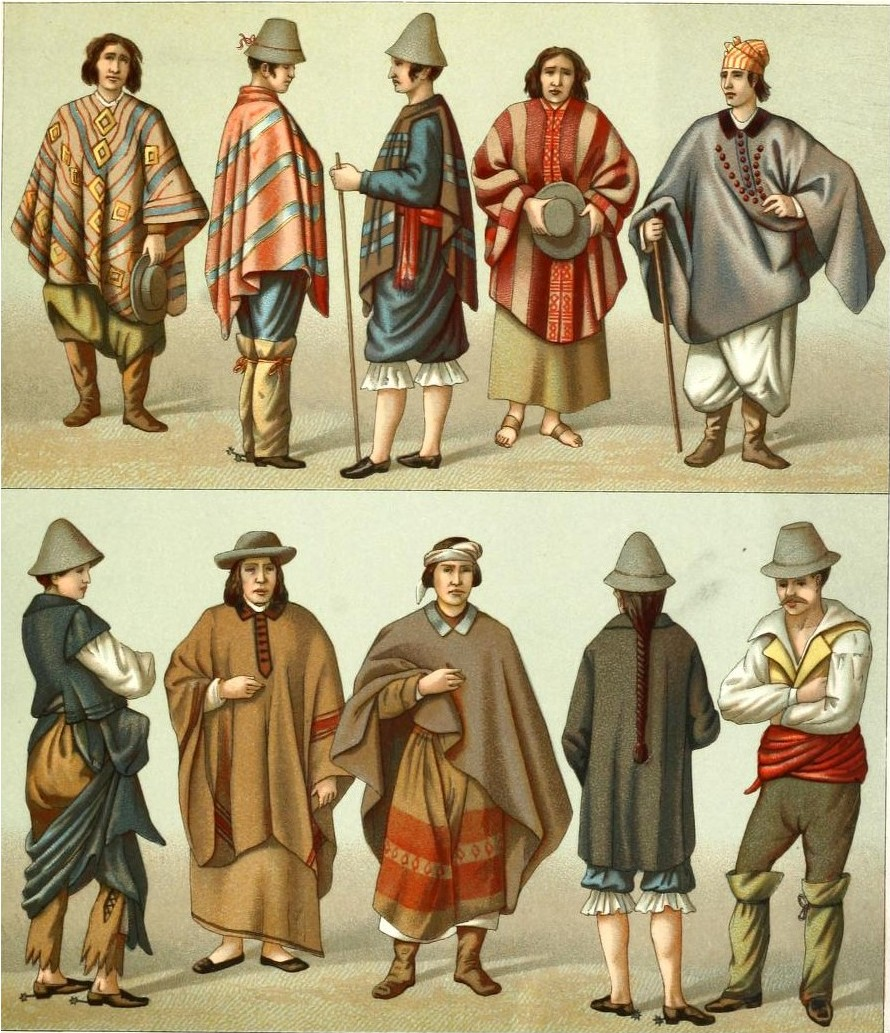

판초(poncho)는 남미 안데스 지방의 전통 의상이다. 망토 모양의 옷으로 중남미 일대의 인디오들이 입었던 것에서 유래한다. 옷 한가운데 구멍을 내서 그곳으로 머리를 넣고 앞뒤로 늘어뜨려 입는다.

## 설명
폰초는 아메리카 대륙에서 유래된 일종의 평범하고 느슨한 겉옷으로, 전통적으로 그리고 여전히 일반적으로 직물로 만들어진다. 몸을 따뜻하게 유지하도록 설계되었다. 폰초는 히스패닉 시대 이전부터 안데스, 파타고니아, 멕시코 계곡의 아메리카 원주민이 사용해 왔으며 현재는 아르헨티나, 볼리비아, 브라질, 칠레, 콜롬비아, 에콰도르, 멕시코, 페루, 베네수엘라, 미국 일부 지역에서도 친숙해졌다. 우의형 폰초는 방수 소재로 제작되어 비로부터 신체를 건조하게 유지한다.

## 유형
가장 단순한 형태의 폰초는 본질적으로 머리 중앙에 구멍이 있는 하나의 큰 천 시트이다. 후드 역할을 하는 여분의 천 조각이 있는 경우가 많다. 방수 폰초는 일반적으로 폰초를 몸에 걸칠 때 옆면을 닫는 패스너가 장착되어 있으며 팔 부분에는 구멍이 있다. 많은 폰초에는 바람과 비를 막기 위해 후드가 부착되어 있다.
대체 폰초(Alternative poncho)는 이제 패션 아이템으로 디자인된다. 모양은 같지만 재질이 다르다. 바람과 비를 막아주기보다는 패셔너블하고 따뜻함을 제공하며 통기성과 편안함을 유지하도록 디자인되었다. 이것들은 종종 모사로 만들어지거나 편직되거나 뜨개질을 한다. 축제적인 디자인이나 색상의 폰초는 특별한 행사에서도 착용할 수 있다.

## 다른 뜻
오스트레일리아와 영국의 보병 환경에서 폰초(poncho)는 비옷이나 개인 차광의 등의 뜻으로 쓰인다. 대한민국 군대에서도 이와 비슷한 뜻으로 판초우의라는 표현이 사용된다.

## 같이 보기
- 비슈트
- 망토
- 제의
- 클로크